# Andromeda VI
Andromeda VI sau Galaxia Pitică Sferoidală din Pegas, denumită adesea în engleză Pegasus Dwarf Spheroidal și cu denumirea abreviată Peg dSph, este o galaxie pitică sferoidală din Grupul Local, situată în constelația Pegas. Satelit al galaxiei Andromeda, distanța sa față de Soare nu este precis cunoscută, fiind menționată la 2,5 milioane de ani-lumină (775 kpc) printr-un studiu din 2006, însă evaluată recent la  circa 3,1 millions de ani-lumină (955 kpc).
Ea nu trebuie confundată cu Galaxia Pitică Neregulată din Pegas, în general prescurtată „PegDIG” de către anglofoni (Pegasus Dwarf Irregular Galaxy) și uneori desemnată prin DDO 216 pentru evitarea oricărei confuzii.